# Fanny Cadeo
Stefania Cadeo, dite Fanny Cadeo, née le 11 septembre 1970 à Lavagna (Italie), est une actrice, chanteuse, animatrice de télévision et animatrice de radio italienne.

## Biographie
Avant d'entrer dans le monde du show, elle obtient son diplôme à l'école "Santa Marta" à Chiavari et a suivi plusieurs cours de chant, de jazz et de danse. Elle fait ses débuts à la télévision dans l'émission Striscia la notizia en 1992 (éditions 1992, 1994).
En 1995, elle joue son premier rôle dans le film western Trinità e Bambino... e adesso tocca a noi, réalisé par E.B. Clucher, tourné en Espagne. Également en 1995, il joue le rôle de Juliette, une chanteuse française dans le film Croix et Délices de Luciano De Crescenzo. En même temps, elle est protagoniste de la fiction Racket (it)  avec Michele Placido realisée par Luigi Perelli. En 1996, elle est l'un des protagonistes du film Gli inaffidabili (it) de Jerry Calà.
En 2001, elle participe au film Una milanese a Roma (it) de Diego Febbraro (it). En 2005 elle participe à la fiction de Rai 1 Il Grande Torino (it) de Claudio Bonivento et Grandi domani de Vincenzo Terraciano.
Également en 2005, elle travaille au théâtre avec Platinette (it) en "Passerelle polvere di stelle", realizée par Mino Bellei (après sa première expérience en 1998 dans "Gocce di luna", dirigé par Armando Marra).
En 2007, il dirige avec Raffaello Tonon "Sos Notte", un programme expérimental sur le Web et le Web dirigé par Maurizio Costanzo. Elle est protagoniste au théâtre dans la piéce musicale "Mi ritorni in mente" avec Franco Oppini, dirigé par Renato Giordano. En 2012, elle retour au théâtre dans le rôle de Porzia dans "Le Marchand de Venise" de Shakespeare, dirigée par Andrea Buscemi. De 2012 à 2014, elle a travaillé pour Radio 1 dans l'émission "L'Italia che va" en couple avec Daniel Della Seta.
Elle parle couramment l'anglais, le français et l'allemand.

### Vie privée
Fanny Cadeo était fiancée à l'entrepreneur immobilier Stefano Caviglia de 2011 à 2016, une petite fille, Carol est née de leur union.

### Théâtre
- Gocce di luna - regia di Armando Marra
- Passerelle avec Platinette - directione de Mino Bellei
- Sex and City - direction de Fabio Crisafi
- Arrivederci e grazie (monologues) avec Manuela Kustermann - direction de Giancarlo Nanni
- Portami tante rose.it avec Valeria Valeri - direction de Marco Mattolini
- Rimanga tra noi avec Antonio Giuliani - direction de Antonio Giuliani
- Mi ritorni in mente avec Franco Oppini - direction de Renato Giordano
- Le Marchand de Venise de William Shakespeare rôle de Porzia, avec A. Buscemi, direction de A. Buscemi

### Discographie
- 1993 : Another Chance
- 1993 : Mambo Italiano
- 1994 : I Want Your Love
- 1994 : Pecame
- 1995 : I Want Your Love Remix
- 2000 : Living In The Night

### Cinéma
- 1995 : Trinità e Bambino... e adesso tocca a noi de E.B. Clucher
- 1995 : Croix et Délices de Luciano De Crescenzo
- 1997 : Gli inaffidabili de Jerry Calà
- 2001 : Una milanese a Roma de Diego Febbraro
- 2005 : Fatti della banda della Magliana de Daniele Costantini
- 2005 : Cose da pazzi de Vincenzo Salemme
- 2005 : Troppo belli de Ugo Fabrizio Giordani

### TV - Fiction
- Racket - direction de Luigi Perelli
- Agenzia fantasma - direction de Vittorio De Sisti
- Tutti gli uomini sono uguali - direction de Alessandro Capone
- Un posto al sole (guest star, in alcuni episodi) - RAI 3
- La Squadra (guest star) RAI 3
- Il Grande Torino - direction de Claudio Bonivento
- Domani - direction de Vincenzo Terracciano
- Condominio sit-com in Buona Domenica (con Claudio Lippi e Laura Freddi) - direction de Beppe Recchia
- Io e mamma avec Stefania et Amanda Sandrelli - direction de Andrea Barzini

### Programmes télévisés
- Striscia la notizia - edizione 1994
- Varie partecipazioni in diversi programmi tra i quali: Maurizio Costanzo Show, Tappeto Volante, Quelli che il calcio.
- Varie partecipazioni a programmi all’ estero: Raffaella (TVE), Gran fiesta Italiana (Telecinco), Eurot (Chanel 4), Thomas G. Show (Germania)
- Primatist Trophy Conduttrice Odeon TV
- Donne e viaggi Rete 4
- Ci vediamo su Raiuno con Paolo Limiti
- Unomattina Raiuno (inviata speciale)
- Stupido Hotel Raidue
- Buona Domenica Canale 5
- SOS notte (conduzione) Alice home tv
- Follie rotolanti (conduzione) Raidue (2008)
- Venice Music Award (Raidue) 2009
- Cercasapori conduttrice (Raidue) 2009-2010
- Premio Mogol (Aosta) partecipazione menzionata Raiuno (2010)
- 10 Stelle per Madre Teresa Raiuno, lettura brano di Madre Teresa. Notte di Natale 2010
- L’Anno che verrà Raiuno Concerto do Capodanno 2011 a Rimini (2 canzoni)
- Festival du film de Turin Rai Movie conduttrice
- Lasciatemi cantare Raiuno con Carlo Conti
- Quello che le donne (non) dicono (ospite) (2015) - Agon Channel

### Radio
- Programma musicale anni ’60 – ’80. Conduttrice et autrice - Isoradio
- Il Cercasapori-SMS consumatori. Conduttrice - Isoradio
- Grazie dei fiori. Conduttrice - Isoradio
- L’Italia che va avec Daniel della Seta. Conduttrice - Radio 1

## Prix
- 2013 : Prize Massimo Troisi (it)